# 沢忠助
沢 忠助（さわ ちゅうすけ、生没年不明）は、新選組隊士。名は忠介、忠輔とも。

## 人物
1867年（慶応3年）頃の入隊とされ、近藤勇の馬丁を務めた。甲州勝沼の戦いの際には素っ裸になって奔走している。
近藤死後は、土方歳三の側近として付き従い、蝦夷地へ渡って箱館戦争まで同行。土方の戦死に居合わせたともいわれており、一説によると腹部を銃弾によって貫かれた土方は「やられた」と一言発して落馬し、沢が駆け寄って抱き起こした時にはもう無言であったという。陸軍奉行添役安富才助と共に、土方の遺体が五稜郭へ運ばれるのを見届けたといわれる。
その後、五稜郭降伏前に立川主税から安富才助の手紙、大和屋から土方の遺品である下げ緒を預かって箱館から湯ノ川へ脱出。1870年（明治3年）、日野宿の佐藤家に遺品を届けた。その後の消息は不明である。